# Torneo de Múnich 2010
El Torneo de Múnich es un evento de tenis que se disputa en Múnich, Alemania,  se juega entre el 2 y 9 de mayo de 2010 haciendo parte de un torneo de la serie 250 de la ATP.

## Campeones
- Individuales masculinos:  Mijaíl Yuzhny derrota a   Marin Čilić por 6–3, 4–6, 6–4

- Dobles masculinos:  Oliver Marach /  Santiago Ventura derrotan a  Eric Butorac /  Michael Kohlmann por 5–7, 6–3, [16–14]